# Ravinder Pal Singh
Ravinder Pal Singh (Sitapur, 6 september 1960 – Lucknow, 8 mei 2021) was een hockeyer uit India. 
Singh won met de Indiase ploeg de gouden medaille tijdens de Olympische Spelen 1980 in Moskou. Deze spelen werden geboycot door verscheidende sterke hockeylanden.
Vier jaar later was Singh onderdeel van de ploeg die tijdens de Olympische Spelen 1984 de vijfde plaats behaalde.

## Erelijst
- 1980 –  Olympische Spelen in Moskou
- 1984 – 5e Olympische Spelen in Los Angeles